# Alslev (Faxe Kommune)
 For alternative betydninger, se Alslev (flertydig). (Se også artikler, som begynder med Alslev)
Alslev er en lille sognelandsby på Sydsjælland beliggende i Alslev Sogn i Fakse Herred nordøst for Faxe i Faxe Kommune i Region Sjælland.
Landsbyen nævnes i 1231 (Alaslef), og den blev udskiftet i 1796.
I byen ligger Alslev Kirke.